# Aristolochia bambusifolia
Aristolochia bambusifolia là một loài thực vật có hoa trong họ Aristolochiaceae. Loài này được C.F.Liang ex H.Q.Wen mô tả khoa học đầu tiên năm 1992.